# Римська історія (Аппіан)
«Ри́мська істо́рія» (грец. Ῥωμαϊκά / Ῥομαϊκὴ ἱστορία, Romaïká / Romaïkí istoría; лат. Historia Romana) — історичний твір давньоримського історика Аппіана. Написаний грецькою мовою до 162 року. Складається з 24 книг. Охоплює історію Рима від стародавніх часів до І ст. н. е. Автор подає історичні відомості про різні регіоні та їхнє придання до Риму в хронологічному порядку. Більша частина твору втрачена. Повністю збереглися лише книги VI—VIII і XII—XVII, а також авторська передмова. Фрагменти інших книг дійшли до нас у творах середньовічних візантійських письменників. Особливу цінність становлять 5 книг «Громадянських воєн» (ХІІІ—XVII), що є єдиним цілісним неватраченим наративом з надзвичайно важливого періоду історії. Дані твору інколи суперечать повідомленням інших античних авторів, є неточності й помилки фактологічного характеру (дати, назви, послідовність тощо). Джерелами твору були офіційні документи, памфлети та книги, що не дійшли до сьогодення. 1477 року вперше опубліковано латинський переклад П'єра Кандідо Дечембріо. Повне видання твору зробив Йоганн Швайгхойзер у 1785 році. В історіографії ХІХ ст. часто критикувався за вільне трактування подій. Також — «Історія Рима».

## Книги
Типи книг: збережені; фрагменти; втрачені.
- Книга I. Царська (дав.-гр. Βασιλική)
- Книга II. Італійська (дав.-гр. Ἰταλική)
- Книга III. Самнитська (дав.-гр. Σαμνιτική)
- Книга IV. Кельтська (дав.-гр. Κελτική)
- Книга V. Сицилійська й острівна (дав.-гр. Σικελικῆ καὶ νησιωτική)
- Книга VI. Іберійська (дав.-гр. Ἰβηρική)
- Книга VII. Ганнібалова (дав.-гр. Ἁννιβαϊκή)
- Книга VIII. Лівійська, Карфагенська і Нумідійська (дав.-гр. Λιβυκή, Καρχηδονιακή καὶ Νομαδική)
- Книга IX. Македонська й Іллірійська (дав.-гр. Μακεδονική καὶ Ἰλλυρική)
- Книга X. Грецька й Іонійська (дав.-гр. Ὲλληνική καὶ Ἰωνική)
- Книга XI. Сирійська і Парфянська[1] (дав.-гр. Συρική καὶ Παρθική)
- Книга XII. Мітридатова (дав.-гр. Μιθριδάτειος)
- Книга XIII—XVII. Громадянські війни (дав.-гр. Ἐμφυλίων α-ε)
- Книга XVIII—XXI. Єгипетська (дав.-гр. Αἰγυπτίων α-δ); у Фотія — варіант (дав.-гр. Ἐμφυλίων ζ-θ)
- Книга XXII. Століття (дав.-гр. Ἑκατονταετία)
- Книга XXIII. Дакійська (дав.-гр. Δακική)
- Книга XXIV. Аравійська (дав.-гр. Ἀράβιος)

## Публікації
- Roman History: в 4 т. (Loeb classical library) № 2-5. (грецький оригінал, англійський переклад).
- Appien. Histoire romaine (Collection Budé). L. 6-8, 11-13 (грецький оригінал, французький переклад).
- Ludwig Mendelssohn, 1878—1905, Appiani Historia Romana, Bibliotheca Teubneriana

## Переклади

### Англійські
- W. B., 1578 (black letter) (можливо Вілльям Баркер; використовувався Шекспіром)
- J. D[avies], 1679
- Horace White ed. New York: The MacMillan Company. 1899 (Bohn's Classical Library)
  - Book V. The Spanish Wars.  [Архівовано 24 вересня 2019 у Wayback Machine.]
- Book I edited by James Leigh Strachan-Davidson, 1902.
- Books XIII—XVII (Civil Wars), trans. John Carter, Penguin, Harmondsworth, 1996

### Російські
- Сведения о Скифии и Кавказе. // ВДИ. 1948. № 1. С. 282—292.
- Аппиан. Гражданские войны. (Известия ГАИМК. Вып. 129). Л.: Соцэкгиз, 1935. 351 стр.
- Переклади Кондратьева:
  - Римская история. Кн.1-4. // Вестник древней истории. 1950. № 2
  - Кн. 5-8. // Вестник древней истории. 1950. № 3.
  - Кн. 8 (ч.2), 9, 10. // Вестник древней истории. 1950. № 4.
  - Аппиан. Кн. 11. Сирийские дела. // Вестник древней истории. 1939. № 2.
  - Аппиан. Кн. 12. Митридатовы войны. // Вестник древней истории. 1946. № 4.
- Аппиан. Римские войны [Архівовано 6 серпня 2019 у Wayback Machine.]. (Серия «Античная библиотека»). СПб.: Алетейя, 1994.
- Аппиан. Римская история [Архівовано 30 червня 2020 у Wayback Machine.]. / Пер. С. П. Кондратьева (кн. 1-12 [1939-1950]), С. А. Жебелева (кн. 13), С. И. Ковалева (кн. 14, гл. 1-48), М. С. Альтмана (кн. 14, гл. 49-139), О. О. Крюгера (кн. 14, гл. 140 — кн. 15, гл. 78), Е. Г. Кагарова (кн. 15, гл. 79 — кн. 16, гл. 90), Т. Н. Книпович (кн. 16, гл. 91 — кн. 17, гл. 52), А. И. Тюменева (кн. 17, гл. 53-145), под ред. (кн. 13-17 [1935]) С. А. Жебелева и О. О. Крюгера, сверенный [в 1998 г.] Е. С. Голубцовой и Л. Л. Кофановым. Статья И. Л. Маяк. Комм. Е. М. Штаерман, Т. Д. Златковской, А. С. Балахванцева. (Серия «Памятники исторической мысли»). Москва.: Наука. 1998. ISBN 5-02-010146-X
  - перевидання: (Серия «Классическая мысль»). М., АСТ-Ладомир. 2002; Римская история: в 2 т. Москва, Рубежи XXI. 2006.
- Аппиан. Римская история. Первые книги. / Пер. и комм. А. И. Немировского. (Серия «Античная библиотека»). СПб.: Алетейя. 2004.